# Szlak Orlich Gniazd

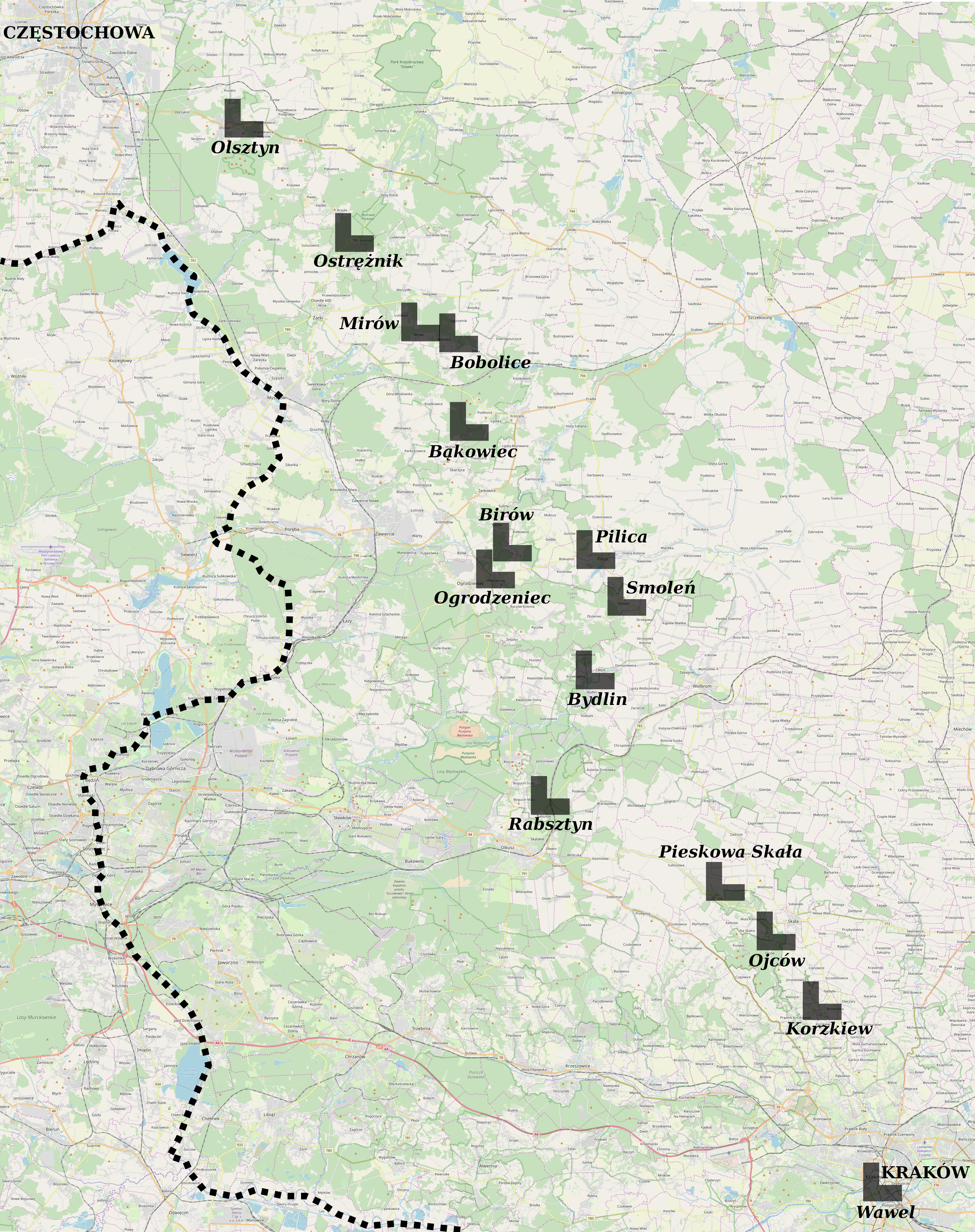
Orle Gniazda

Szlak Orlich Gniazd – szlak turystyczny w Polsce, położony w zachodniej Małopolsce, przebiegający przez tereny obecnych województw: małopolskiego i śląskiego (małopolską część woj. śląskiego). Szlak łączy Kraków z Częstochową poprzez większość Orlich Gniazd, jurajskich zamków i warowni wybudowanych na skałach dochodzących do 30 metrów wysokości. Szlak oznaczony jest kolorem czerwonym. Ma długość 163,9 km. Podobną trasą biegnie Jurajski Rowerowy Szlak Orlich Gniazd.

## Historia
Szlak pierwotnie był organizacją wojskowych obiektów obronnych, zbudowanych głównie z wapienia w XIV wieku.
Wytyczenie szlaku wiodącego przez najwyższe wzniesienia Jury, zaproponował w 1927 r. w czasopiśmie „Ziemia” Stanisław Leszczycki. W 1930 r. wyznaczono szlak koloru czerwonego biegnący z Krakowa łukiem w jego północno-zachodnich okolicach, poprzez Płaskowyż Ojcowski i Garb Tenczyński, a następnie powracający do Krakowa. Szlak ten obfitował w wiele walorów krajobrazowych i krajoznawczych. Ponieważ nie był konserwowany i odnawiany, po pewnym czasie znaki przestały być widoczne.
Projekt nowego szlaku ogłosił w 1948 r. znany turysta i krajoznawca Kazimierz Sosnowski. Wyznaczenie szlaku nastąpiło dwa lata później, tj. w 1950 r., dzięki funduszom pozyskanym z Ministerstwa Komunikacji. Następnie trasa szlaku była wielokrotnie zmieniana i korygowana, aby poprowadzić turystów przez najatrakcyjniejsze krajobrazowo tereny Wyżyny Krakowsko-Częstochowskiej.

## Obiekty na szlaku
Tradycyjnie Szlak Orlich Gniazd biegnie w kierunku od Krakowa do Częstochowy i obejmuje zamki i ruiny zamków:
- Korzkiew – zamek
- Ojców – ruiny zamku królewskiego na Złotej Górze
- Sułoszowa – zamek królewski w Pieskowej Skale
- Rabsztyn – ruiny zamku
- Bydlin – ruiny zamku
- Smoleń – ruiny zamku
- Pilica – ruiny zamku
- Podzamcze – ruiny zamku Ogrodzieniec
- Morsko – ruiny zamku Bąkowiec
- Bobolice – zamek królewski
- Mirów – ruiny zamku
- Olsztyn – ruiny zamku królewskiego

Niektóre źródła na trasie szlaku umieszczają również:
- Rudno – ruiny zamku Tenczyn
- Babice – ruiny zamku biskupów krakowskich Lipowiec
- Siewierz – ruiny zamku biskupów krakowskich
- Będzin – zamek królewski
- Kraków – Zamek Królewski na Wawelu

## Przebieg szlaku

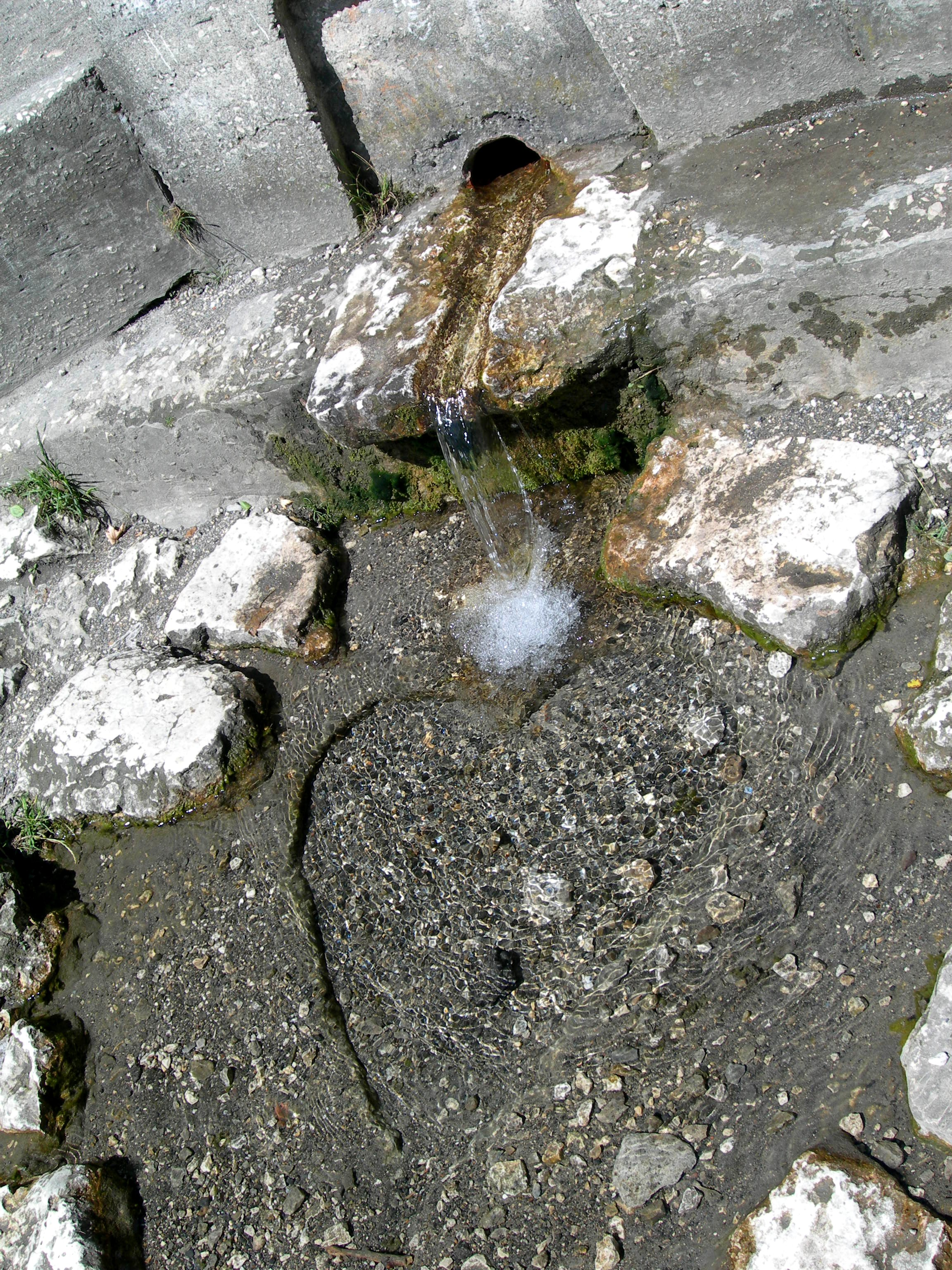
Zródełko Miłości w Ojcowie

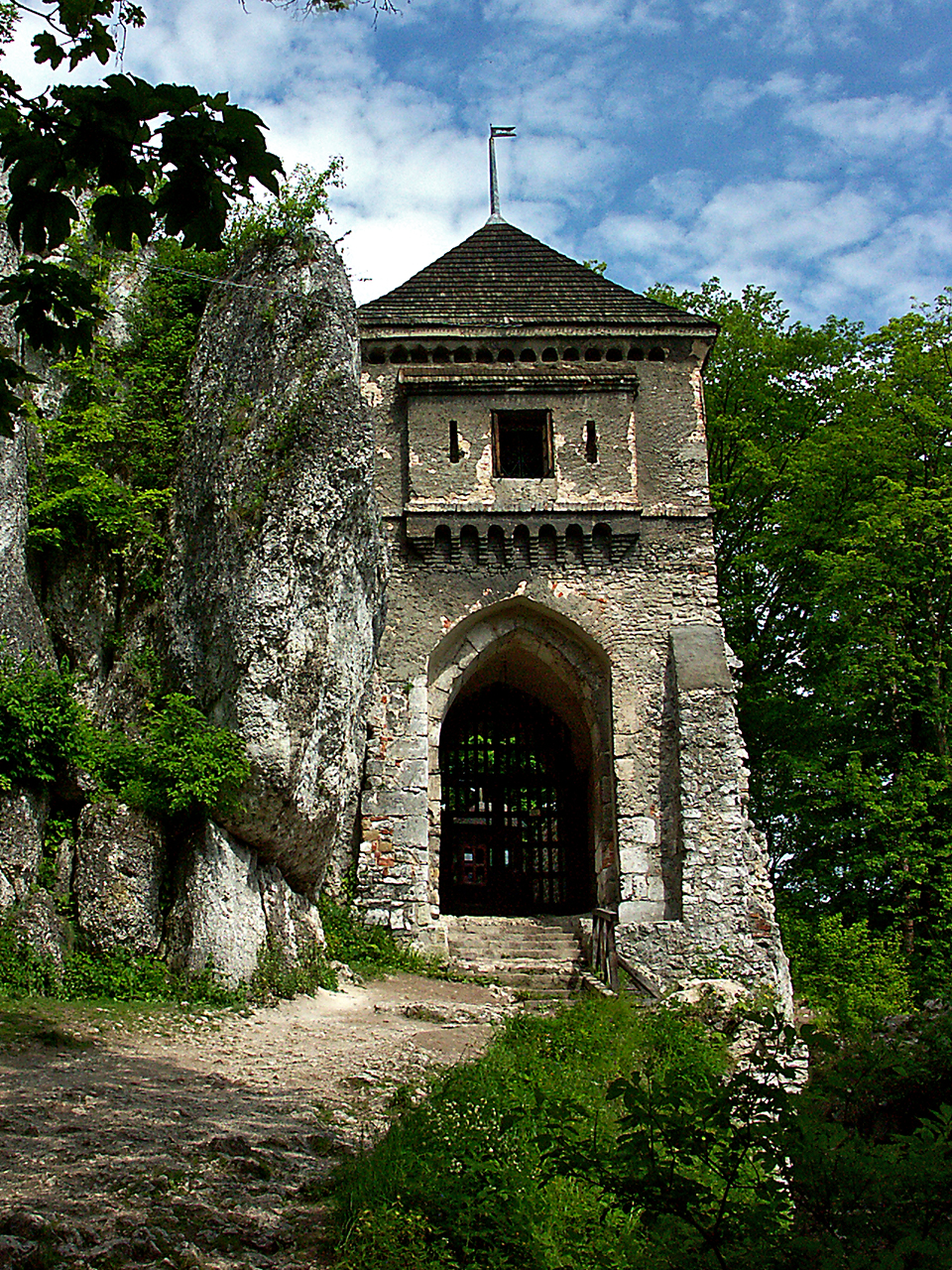
Zamek w Ojcowie – brama

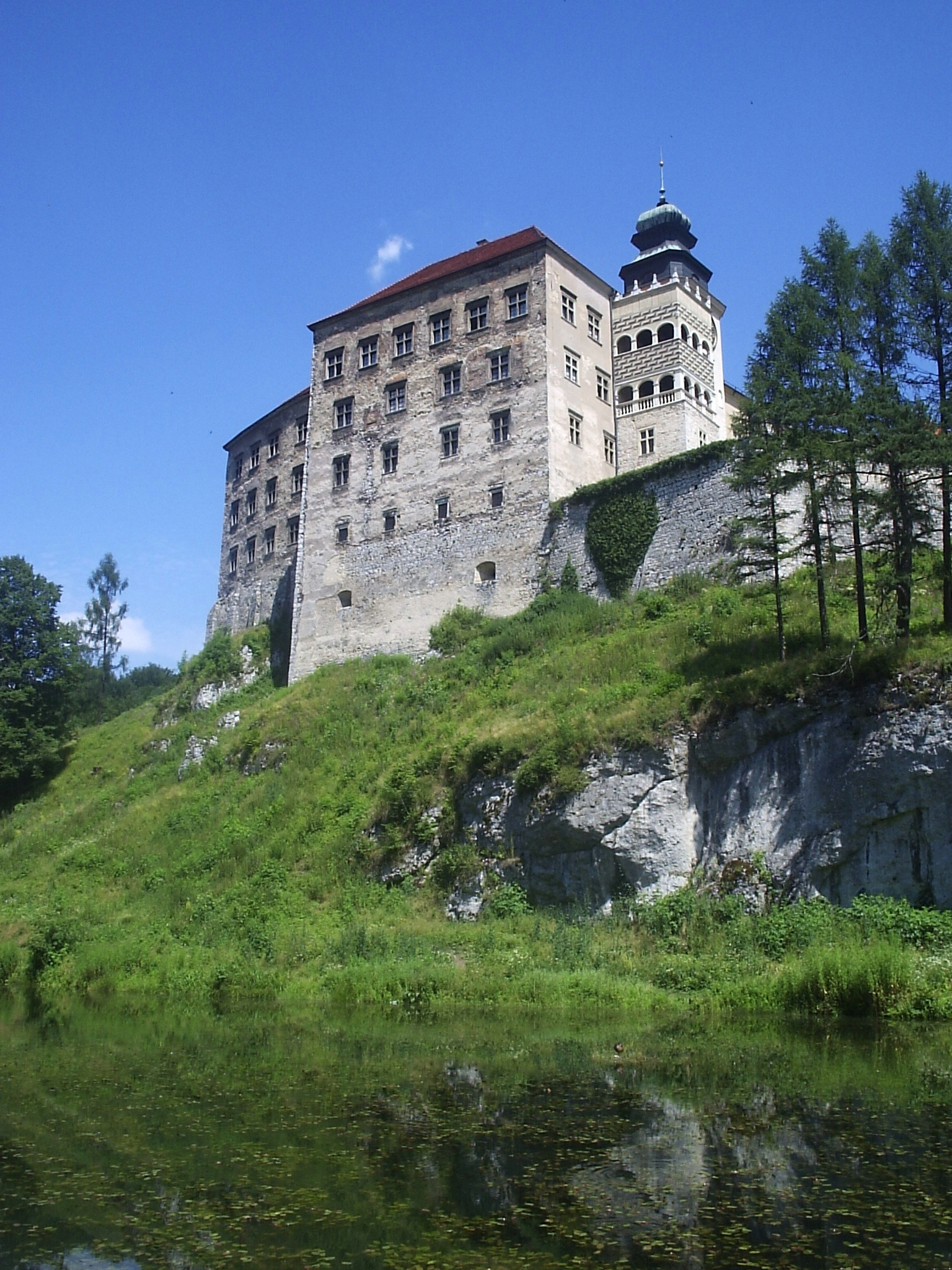
Zamek Pieskowa Skała

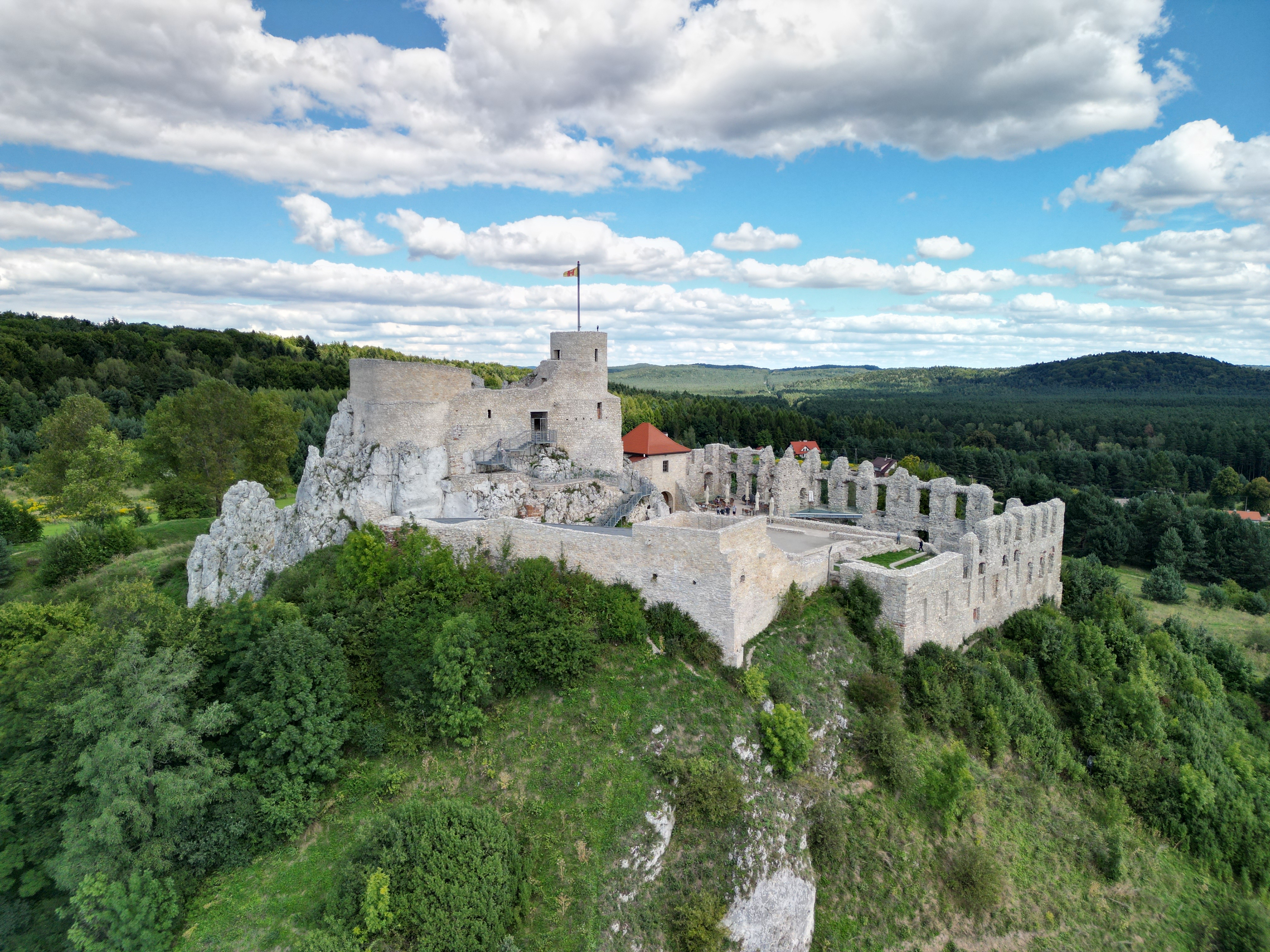
Ruiny zamku w Rabsztynie

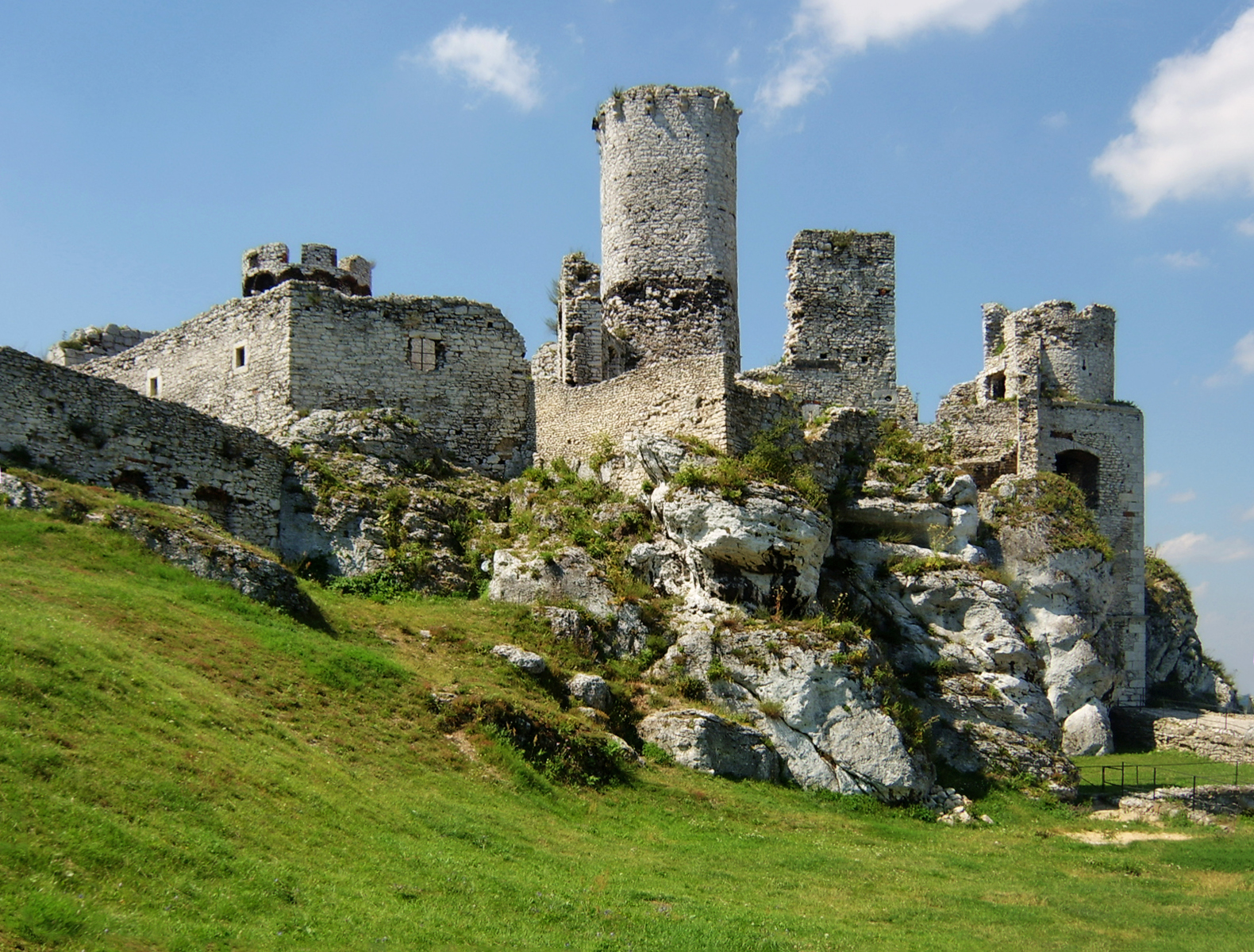
Ruiny zamku Ogrodzeniec

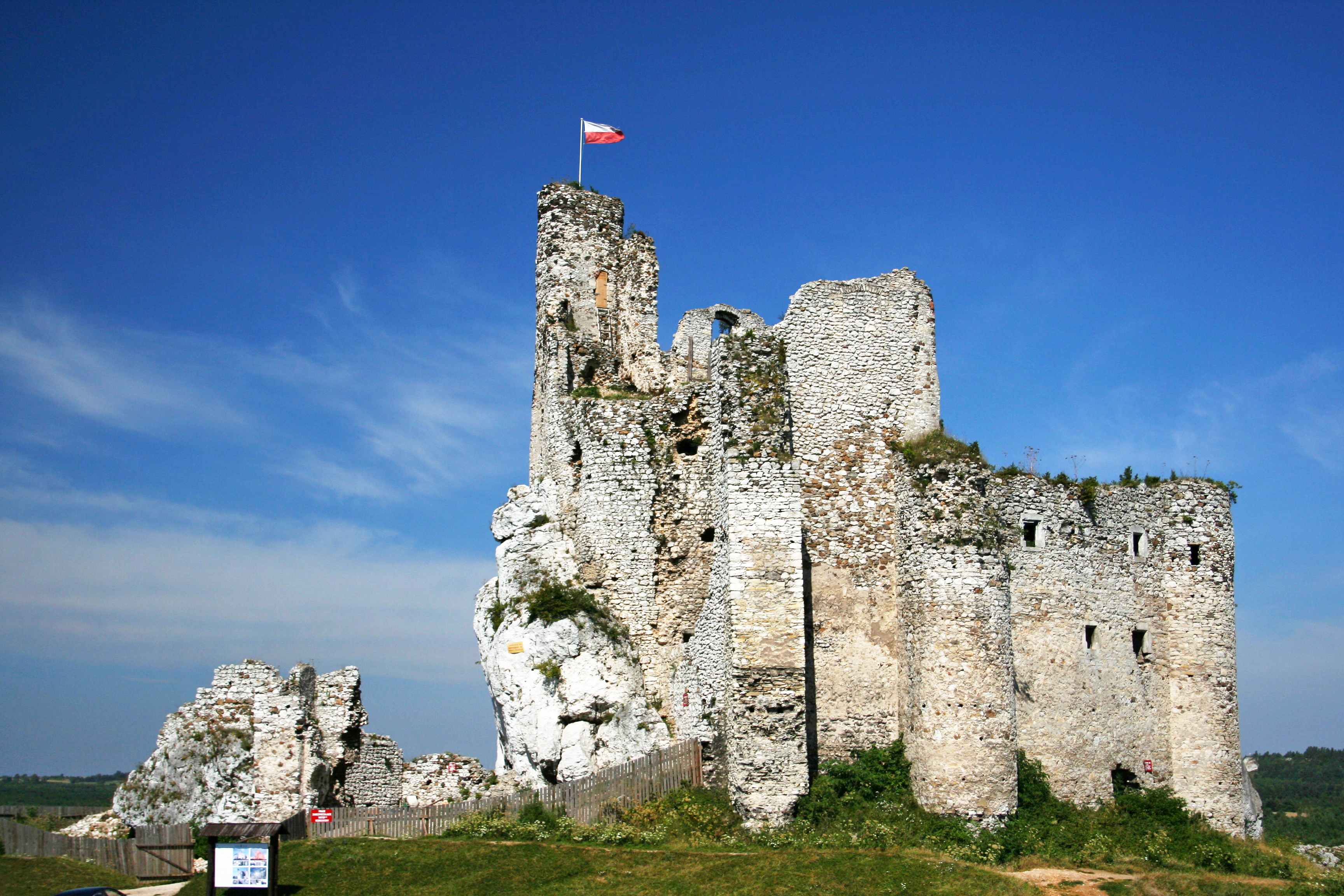
Ruiny zamku w Mirowie

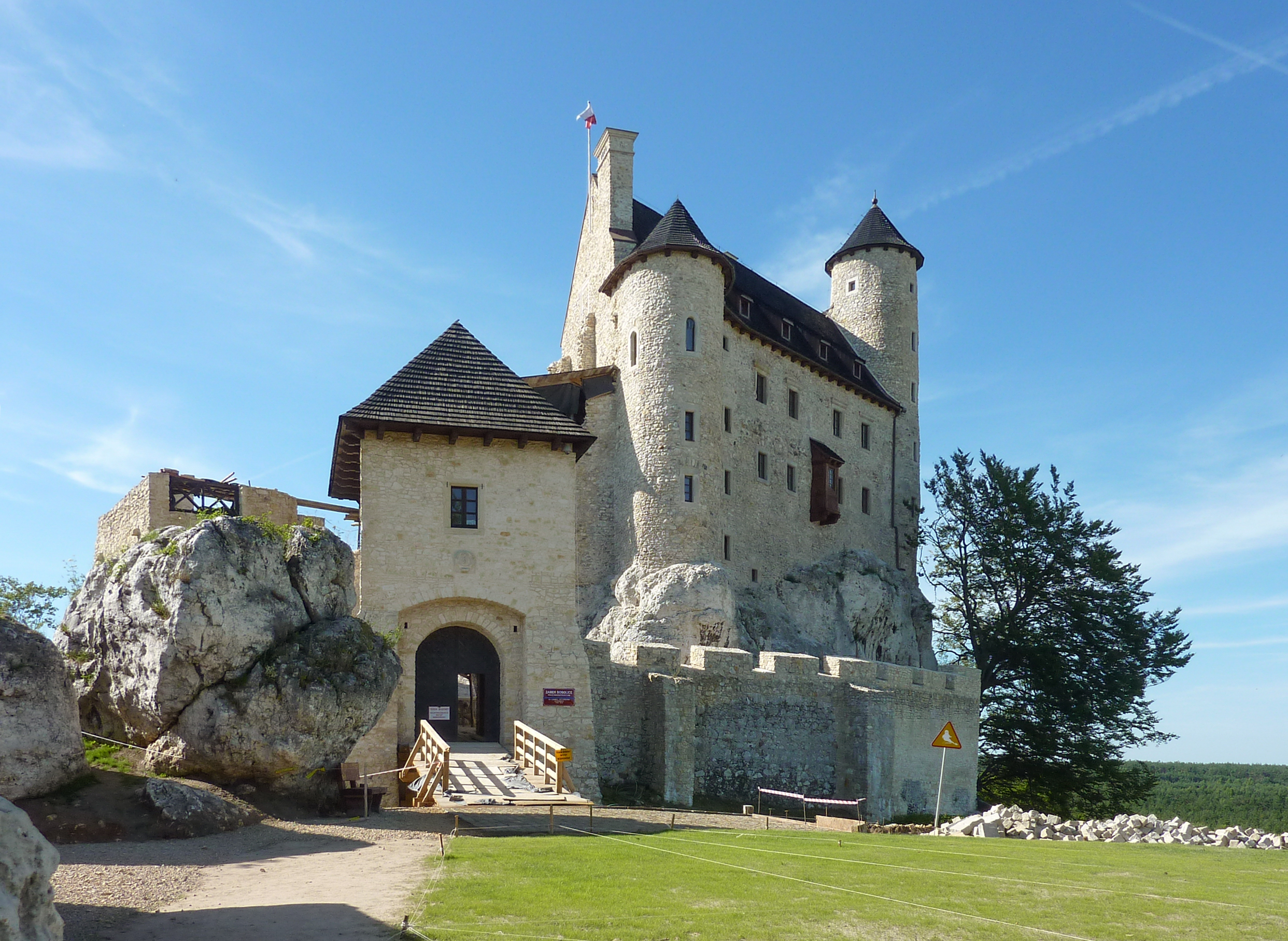
Zamek Bobolice

| Odległość  | Atrakcje                                       | Punkt                                                                                         | Skrzyżowania szlaków** |
| ---------- | ---------------------------------------------- | --------------------------------------------------------------------------------------------- | --- |
| 0,0 km     |                                                | Kraków – Krowodrza Górka                                                                      | |
| 0,4 km     | park                                           | Park Krowoderski                                                                              | |
| 1,3 km     |                                                | Kraków – ul. Łokietka (tory kolejowe)                                                         | |
| 1,4 km     |                                                | Kraków – ul. Pękowicka                                                                        | |
| 3,5 km     | zabytek                                        | Czerwony Mostek                                                                               | Czerwony Szlak Rowerowy Okrężny wokół Zielonek |
| 4,8 km     | zabytek                                        | obrzeża Pękowic – Fort pancerny pomocniczy 44a „Pękowice”                                     | |
| 5,0 km     | zabytek                                        | Pękowice (Fort Tonie) – pętla MPK Kraków                                                      | odbija w kierunku Trojanowic |
| 8,5 km     | kościół · dwór                                 | Giebułtów (kościół i dwór)                                                                    | Czarny szlak rowerowy Doliny Prądnika |
| 10,5 km    | wąwóz                                          | Kwietniowe Doły                                                                               | |
| 11,0 km    | zabytek                                        | Hamernia (kuźnia, browar)                                                                     | |
| 11,2 km    | rezerwat roślinny                              | Rezerwat brzozy ojcowskiej                                                                    | |
| 12,2 km    |                                                | przysiółek Kalinów – parking                                                                  | Przybysławice – Mników |
| 12,5 km    | skały                                          | Ostaniec Latarnia Twardowskiego                                                               | Dolina Prądnika – Prądnik Korzkiewski |
| 12,6 km    | skały                                          | Skały Cygańskie                                                                               | i odbijają w kierunku Korzkwi |
| 13,0 km    | park narodowy · skały                          | Prądnik Korzkiewski – wejście do OPN                                                          | |
| 14,5 km    | park narodowy · skały · wąwóz                  | ujście wąwozu Stodoliska                                                                      | |
| 15,0 km    | park narodowy · skały                          | Prądnik Czajowski                                                                             | Szlak Dolinek Jurajskich |
| 16,0 km    | park narodowy · skały · grodzisko              | OPN – Góra Okopy z Grodziskiem                                                                | |
| 16,5 km    | park narodowy · skały · wąwóz · źródło         | ujście wąwozu Korytania – Źródło Miłości                                                      | |
| 17,0 km    | park narodowy · skały                          | OPN – Brama Krakowska Węzeł szlaków                                                           | Szlak Warowni Jurajskich odbija w kierunku Murowni i Czajowic |
| 17,5 km    | park narodowy · skały                          | skała Jonaszówka                                                                              | Szlak do Jaskini Łokietka |
| 18,0 km    | park narodowy · skały · zabytek                | Ojców – zabytkowa zabudowa                                                                    | odbija w kierunku Sąspowa i Pieskowej Skały |
| 18,2 km    | park narodowy · skały · muzeum · zabytek       | Ojców (muzeum OPN) – węzeł turystyczny                                                        | Szlak do Jaskini Ciemnej i na górę Okopy odbija w kierunku Złotej Góry                                                                                            |
| 18,5 km    | park narodowy · skały · zamek                  | Zamek w Ojcowie                                                                               | |
| 19,0 km    | park narodowy · skały · kaplica · źródło       | OPN (Kaplica na wodzie)                                                                       | |
| 20,0 km    | park narodowy · skały · zabytek                | OPN (młyn Mosura)                                                                             | Niebieski Szlak Rowerowy Okrężny „Pieskowa Skała” |
| 20,6 km    | park narodowy · skały                          | Skrzyżowanie dróg na Skałę, Ojców i Pieskową Sk.                                              | odbija na chwilę |
| 21,0 km    | park narodowy · skały · kościół                | OPN – Grodzisko (Pustelnia błogosławionej Salomei)                                            | odbija w kierunku Tarnawy |
| 22,0 km    | park narodowy · skały                          | ujście wąwozu Pilny Dół                                                                       | Niebieski Szlak Rowerowy Okrężny „Pieskowa Skała” |
| 22,5 km    | park narodowy · skały · źródło                 | OPN (Źródło Radości)                                                                          | odbija w kierunku Herianówki |
| 26,0 km    | park narodowy · skały · zamek                  | Zamek Pieskowa Skała                                                                          | Szlak Pieskowa Skała – Wielmoża Szlak Dolinek Jurajskich Niebieski Szlak Rowerowy Okrężny „Pieskowa Skała”                                                        |
| 26,5 km    | park narodowy · skały · grodzisko              | Granica OPN                                                                                   | odbija do wąwozu Babie Doły |
| 30,0 km    | kościół                                        | Sułoszowa (kościół)                                                                           | Niebieski Szlak Rowerowy Okrężny „Pieskowa Skała” |
| 32,0 km    | punkt widokowy                                 | Kamieniec (481 m n.p.m.)                                                                      | |
| 34,0 km    | punkt widokowy                                 | Graniczna (476 m n.p.m.)                                                                      | |
| 36,0 km    |                                                | Zadole Kosmolowskie (skraj)                                                                   | Transjurajski szlak konny |
| 38,0 km    |                                                | skrzyżowanie z drogą Sieniczno-Pieskowa Skała                                                 | |
| 40,8 km    |                                                | droga Kosmolów-Troks                                                                          | |
| 44,0 km    |                                                | Olewin (leśniczówka)                                                                          | |
| 44,7 km    |                                                | skrzyżowanie z torami kolejowymi Olkusz-Wolbrom                                               | |
| 46,0 km    |                                                | przysiółek Skalskie                                                                           | Jurajski Rowerowy Szlak Orlich Gniazd |
| 48,0 km    | zamek · ruiny                                  | Rabsztyn                                                                                      | Transjurajski szlak konny i odbiją w kierunku zamku Rabsztyn |
| 49,2 km    |                                                | tory kolejowe linii Olkusz – Wolbrom                                                          | |
| 51,0 km    |                                                | Januszkowa Góra (445 m n.p.m.)                                                                | |
| 53,0 km    |                                                | wzgórze Dąbrowa                                                                               | |
| 53,8 km    | skały                                          | Cisowa Skała                                                                                  | |
| 54,5 km    |                                                | skrzyżowanie z torami kolejowymi                                                              | Szlak pustynny |
| 55,5 km    | kościół                                        | Jaroszowiec PKP                                                                               | odbija do centrum Jaroszowca |
| 57,0 km    |                                                | Stołowa Góra                                                                                  | Jurajski Rowerowy Szlak Orlich Gniazd |
| 57,5 km    |                                                | Ostra Góra                                                                                    | |
| 58,5 km    |                                                | skrzyżowanie z torami kolejowymi                                                              | Niebieski Szlak Rowerowy Północna Pętla Kluczewska |
| 59,5 km    | pomnik                                         | Golczowice (pomnik)                                                                           | Szlak pustynny Jurajski Rowerowy Szlak Orlich Gniazd odbija do Cieślina                                                                                           |
| ok. 62 km  |                                                | rozszerzenie doliny Białej Przemszy                                                           | odbija w kierunku Cieślina |
| 64,5 km    | cmentarz · kościół · zabytek                   | Cieślin (cmentarz)                                                                            | |
| 67,0 km    | kamieniołom                                    | Bydlin                                                                                        | Jurajski Rowerowy Szlak Orlich Gniazd Niebieski Szlak Rowerowy Północna Pętla Kluczewska                                                                          |
| 67,5 km    | cmentarz · kaplica · zamek · ruiny · źródło    | cmentarz legionistów 1914 i kaplica na zach. wzgórze z ruinami zamku-kościoła z wywierzyskiem | odbija w kierunku Krzywopłotów |
| 70,5 km    |                                                | Góry Bydlińskie – bukowy las – wzgórze (473 m n.p.m.)                                         | Szlak Partyzantów Ziemi Olkuskiej |
| 72,0 km    |                                                | d. gajówka Psiarskie                                                                          | Jurajski Rowerowy Szlak Orlich Gniazd odbija do Strzegowej |
| 73,0 km    |                                                | Dolina Wodącej                                                                                | Szlak Warowni Jurajskich Szlak Jaskiniowców |
| 73,7 km    | skały · jaskinia                               | Biśnik – Jaskinia na Biśniku                                                                  | |
| 74,5 km    | skały                                          | Zegarowe Skały                                                                                | odbija w kierunku Złożeńca Szlak Jaskiniowców |
| 76,0 km    | zamek · ruiny                                  | Smoleń (parking pod zamkiem w Smoleniu)                                                       | Szlak Łącznikowy w Smoleniu Szlak Smoleński odbija do Złożeńca |
| 78,3 km    | cmentarz                                       | Pilica – Zarzecze                                                                             | |
| 80,5 km    | park · zabytek · klasztor · kościół · drzewo   | Pilica (rynek)                                                                                | |
| 84,0 km    |                                                | Kocikowa                                                                                      | |
| 86,5 km    |                                                | Kocikowy Las                                                                                  | Jurajski Rowerowy Szlak Orlich Gniazd Szlak Warowni Jurajskich |
| 87,5 km    |                                                | Góra Janowskiego (Zamkowa) (504 m n.p.m.)                                                     | |
| 88,0 km    | zamek · ruiny · skały                          | ruiny zamku Ogrodzieniec                                                                      | Jurajski Rowerowy Szlak Orlich Gniazd Szlak Warowni Jurajskich |
| 89,0 km    | skały · kaplica                                | Podzamcze (rynek) – ważny węzeł turystyczny                                                   | Szlak Tysiąclecia Szlak Zamonitu odbija w kierunku Bzowa odbija w kierunku Ogrodzieńca                                                                            |
| 90,0 km    |                                                | droga Ogrodzieniec – Pilica                                                                   | Transjurajski szlak konny |
| 93,0 km    | kaplica · pomnik                               | Karlin (kapliczka)                                                                            | Jurajski Rowerowy Szlak Orlich Gniazd Szlak Karlin – Siamoszyce                                                                                                   |
| 94,0 km    |                                                | Dworski Las                                                                                   | odbija w kierunku Żerkowic odbija w kierunku Siamoszyc |
| 95,5 km    | kaplica                                        | Żerkowice                                                                                     | Jurajski Rowerowy Szlak Orlich Gniazd |
| 97,0 km    |                                                | droga Żerkowice-Skarżyce                                                                      | Szlak Tysiąclecia odbija w kierunku Skarżyc |
| 98,5 km    | skały                                          | Skała Okiennik Wielki /Duży, Skarżycki/                                                       | Szlak Skarżycki |
| 99,5 km    |                                                | droga Skarżyce – Lgota Murowana                                                               | |
| 100–103 km | skały                                          | Cydzownik, Nietoperze, Skała z Krzyżem obszar Skał Morskich                                   | Jurajski Rowerowy Szlak Orlich Gniazd Szlak Warowni Jurajskich Transjurajski szlak konny odbija do OW Morsko                                                      |
| 104,0 km   | zamek · ruiny                                  | Morsko (OW Morsko i Zamek Bąkowiec)                                                           | Szlak Kroczycki i odbijają w kierunku Podlesic |
| 104,7 km   |                                                | Morsko (okolice parkingu u podnóża stoku narciarskiego)                                       | Transjurajski szlak konny Szlak Rowerowy „Hotelu Ostaniec” odbija do Rzędkowic                                                                                    |
| 105–107 km | skały                                          | obszar Skał Podlesickich                                                                      | |
| 107,3 km   |                                                | skrzyżowanie z drogą Kroczyce-Żarki                                                           | Szlak Rzędkowicki Szlak Rowerowy „Hotelu Ostaniec” Szlak Rowerowy Myszków – Siewierz                                                                              |
| 107,8 km   | rezerwat krajobrazowy · skały                  | rezerwat przyrody Góra Zborów                                                                 | |
| 108,1 km   | punkt widokowy · rezerwat krajobrazowy · skały | Pasmo Kołoczyka – punkt widokowy                                                              | Szlak Łącznikowy Parking – Rezerwat Góra Zborów · odbija na G. Słupsko z grodziskiem                                                                              |
| 108,4 km   |                                                | dno dolinki między Kołoczykiem a G. Pośrednią węzeł szlaków                                   | Jurajski Rowerowy Szlak Orlich Gniazd Szlak Rowerowy „Hotelu Ostaniec” Szlak Zamonitu nieopodal: Szlak Warowni Jurajskich i szlak Rzędkowicki                     |
| 110,0 km   |                                                | skrzyżowanie z drogą do Dzibic                                                                | Szlak Warowni Jurajskich Szlak Rowerowy „Hotelu Ostaniec” |
| 110,8 km   |                                                | przejście pod nasypem Centralnej Magistrali Kolejowej                                         | Jurajski Rowerowy Szlak Orlich Gniazd Szlak Rowerowy „Hotelu Ostaniec”                                                                                            |
| ok. 112 km | skały · źródło                                 | rzeka Białka – chatka studencka Fata Sokoła                                                   | |
| 113,2 km   |                                                | Zdów                                                                                          | Szlak Zamonitu Jurajski Rowerowy Szlak Orlich Gniazd Szlak Rowerowy Myszków – Siewierz odchodzi do Ogorzelnika                                                    |
| 115,9 km   |                                                | Bobolice                                                                                      | i odchodzą w kierunku Mirowa |
| 116,3 km   | zamek · ruiny                                  | Bobolice (Zamek w Bobolicach)                                                                 | odchodzi do Niegowej |
| 116,6 km   | punkt widokowy · skały · zamek · ruiny         | ścieżka z widokiem na Zamek w Bobolicach                                                      | |
| 116,9 km   | punkt widokowy · skały · zamek · ruiny         | szczyt grzędy skalnej Skał Mirowskich widok na Zamek w Mirowie                                | |
| 117,4 km   | zamek · ruiny · skały                          | Mirów (ruiny zamku – parking)                                                                 | Jurajski Rowerowy Szlak Orlich Gniazd Szlak Rowerowy Myszków – Siewierz Transjurajski szlak konny odbija do Lutowca                                               |
| 119,2 km   | jaskinia                                       | na zach. szczyt (423 m n.p.m.) Wielkiej Góry                                                  | Szlak Warowni Jurajskich |
| 120,9 km   |                                                | skrzyżowanie z drogą Lelów – Żarki                                                            | Jurajski Rowerowy Szlak Orlich Gniazd |
| 121,3 km   | kościół · pomnik · jaskinia                    | Niegowa (okolice kościoła)                                                                    | Szlak Zamonitu |
| 122,8 km   |                                                | Pierwsze zabudowania wsi Moczydło                                                             | odbija na Niegówkę odbija do Przewodziszowic Szlak Rowerowy Myszków – Siewierz po chwili odbija do Przewodziszowic                                                |
| 125,0 km   | kaplica · skały                                | Trzebniów (kaplica)                                                                           | Jurajski Rowerowy Szlak Orlich Gniazd Szlak Warowni Jurajskich Szlak Gór Gorzkowskich Transjurajski szlak konny                                                   |
| 127,0 km   | rezerwat roślinny · jaskinia · zamek · ruiny   | Ostrężnik (rez. Ostrężnik i ruiny zamku)                                                      | Szlak Gór Gorzkowskich |
| 127,5 km   |                                                | skrzyżowanie z drogą Żarki – Janów                                                            | Szlak Rowerowy „Zygmunta Krasińskiego” i odbijają do Suliszowic Transjurajski szlak konny odbija do Rez. przyrody Parkowe                                         |
| 128,0 km   |                                                | droga do Siedlca                                                                              | Szlak Walk 7 Dywizji Piechoty Wrzesień 1939 Szlak Rowerowy „Hotelu Kmicic” odbija do Złotego Potoku                                                               |
| 128,5 km   | źródło                                         | Źródło Zygmunta i Elżbiety (parking)                                                          | |
| 129,0 km   | rezerwat krajobrazowy                          | wejście do Rezerwatu przyrody Parkowe                                                         | odbija do Ludwinowa odbija do Złotego Potoku |
| 129,7 km   | grodzisko · rezerwat krajobrazowy              | Grodzisko Osiedle Wały                                                                        | |
| 130,5 km   | rezerwat krajobrazowy                          | Staw Zielony (Sen Nocy Letniej) – młyn Kołaczew                                               | Szlak Zamonitu Szlak Rowerowy „Zygmunta Krasińskiego” |
| 131,2 km   | rezerwat krajobrazowy                          | Staw Amerykan – granica rez. Parkowe                                                          | Szlak Rowerowy „Hotelu Kmicic” Transjurajski szlak konny |
| 132,0 km   |                                                | droga Żarki – Janów                                                                           | Szlak Walk 7 Dywizji Piechoty Wrzesień 1939 Transjurajski szlak konny                                                                                             |
| 132,7 km   | dwór                                           | Złoty Potok (parking przy pałacu)                                                             | Szlak Rowerowy „Kacpra Karlińskiego” odbija do Janowa |
| 133,5 km   | park · drzewo                                  | Aleja Klonów – Droga Klonowa                                                                  | Szlak Rowerowy Olsztyński odbija do Siedlca Transjurajski szlak konny odbija do Zrębic                                                                            |
| 137,5 km   |                                                | skrzyżowanie z drogą Siedlec – Pabianice                                                      | Szlak Warowni Jurajskich Transjurajski szlak konny odbija do Zrębic                                                                                               |
| 141,0 km   | kościół · zabytek · kaplica · pomnik · drzewo  | Zrębice (kościół modrzewiowy)                                                                 | Jurajski Rowerowy Szlak Orlich Gniazd Szlak Rowerowy Olsztyński                                                                                                   |
| 141,5 km   |                                                | Za kościołem w Zrębicach                                                                      | Szlak Rowerowy Wokół Gór Sokolich i Olsztyna i odbijają do Przymiłowic-Kotysowa Transjurajski szlak konny odbija do Olsztyna                                      |
| ok. 142 km |                                                | Za kościołem w Zrębicach                                                                      | Szlak im. Barbary Rychlik odbija do Biskupic odbija do Olsztyna                                                                                                   |
| 143,7 km   | rezerwat geologiczny · jaskinia · skały        | granica rez. Sokole Góry                                                                      | |
| 145,2 km   | rezerwat geologiczny · jaskinia · skały        | granica rez. Sokole Góry                                                                      | Szlak im. Barbary Rychlik Szlak Rowerowy Olsztyński |
| 146,0 km   | punkt widokowy · skały                         | na zacH. Biakło z punktem widokowym                                                           | Jurajski Rowerowy Szlak Orlich Gniazd Transjurajski szlak konny                                                                                                   |
| 147,7 km   | zamek · ruiny · skały · pomnik · zabytek       | Olsztyn (rynek – węzeł szlaków)                                                               | Szlak im. Barbary Rychlik Szlak Rowerowy Wokół Gór Sokolich i Olsztyna Szlak Rowerowy „Kacpra Karlińskiego” Szlak Rowerowy „Przełomu Warty” odbija do Częstochowy |
| 148,5 km   | kościół · zabytek · chata                      | Olsztyn (kościół i zespół zabytkowych stodół)                                                 | odbija do Kusiąt |
| 149,4 km   | cmentarz · pomnik                              | na wsch. w lesie cmentarz ofiar II wojny światowej                                            | |
| 150,4 km   | skały · jaskinia                               | na zachód Góry Towarne                                                                        | odbija do Kusiąt odbija do Brzyszowa |
| 151,4 km   |                                                | Sowia Góra                                                                                    | Jurajski Rowerowy Szlak Orlich Gniazd |
| 151,9 km   |                                                | Kusięta PKP                                                                                   | Szlak Rowerowy Wokół Gór Sokolich i Olsztyna |
| 153,9 km   |                                                | Kusięta (wiadukt nad torami kolejowymi)                                                       | i Transjurajski szlak konny odbijają do Leśniczówki Kusięta |
| 154,4 km   | rezerwat roślinny · skały · jaskinia           | rez. Zielona Góra                                                                             | Transjurajski szlak konny |
| 155,4 km   |                                                | droga Częstochowa-Brzyszów                                                                    | Transjurajski szlak konny odbija do Częstochowy-Mirowa |
| 156,4 km   |                                                | granica Częstochowy                                                                           | |
| 159,4 km   |                                                | Częstochowa – ul. Legionów                                                                    | |
| 163,9 km   | zabytek · kościół · kaplica                    | Częstochowa (Stary Rynek)                                                                     | |

Przebieg szlaku został zweryfikowany według stanu z 2006.